# Saturn Awards 1999
La 25ª edizione dei Saturn Awards si è svolta il 9 giugno 1999 in California, per premiare le migliori produzioni cinematografiche e televisive del 1998.

## Vincitori e candidati
I vincitori sono indicati in grassetto, a seguire gli altri candidati.

### Film

#### Miglior film di fantascienza
- Armageddon - Giudizio finale (Armageddon), regia di Michael Bay[1]
- Dark City, regia di Alex Proyas
- Deep Impact, regia di Mimi Leder
- Lost in Space - Perduti nello spazio (Lost in Space), regia di Stephen Hopkins
- Star Trek - L'insurrezione (Star Trek: Insurrection), regia di Jonathan Frakes
- X-Files - Il film (The X-Files), regia di Rob S. Bowman

#### Miglior film fantasy
- The Truman Show, regia di Peter Weir[2]
- Babe va in città (Babe: Pig in the City), regia di George Miller
- A Bug's Life - Megaminimondo (A Bug's Life), regia di John Lasseter
- City of Angels - La città degli angeli (City of Angels), regia di Brad Silberling
- Godzilla, regia di Roland Emmerich
- Pleasantville, regia di Gary Ross

#### Miglior film horror
- L'allievo (Apt Pupil), regia di Bryan Singer[3]
- Blade, regia di Stephen Norrington
- La sposa di Chucky (Bride of Chucky), regia di Ronny Yu
- The Faculty, regia di Robert Rodríguez
- Halloween - 20 anni dopo, regia di Steve Miner
- Vampires, regia di John Carpenter

#### Miglior film d'azione/avventura/thriller
- Salvate il soldato Ryan (Saving Private Ryan), regia di Steven Spielberg[4]
- La maschera di Zorro (The Mask of Zorro), regia di Martin Campbell
- Il negoziatore (The Negotiator), regia di F. Gary Gray
- Il principe d'Egitto (The Prince of Egypt), regia di Brenda Chapman, Steve Hickner e Simon Wells
- Ronin, regia di John Frankenheimer
- Soldi sporchi (A Simple Plan), regia di Sam Raimi

#### Miglior attore
- James Woods - Vampires (John Carpenter's Vampires)
- Edward Norton - American History X
- Bruce Willis - Armageddon - Giudizio finale (Armageddon)
- Anthony Hopkins - Vi presento Joe Black (Meet Joe Black)
- Jim Carrey - The Truman Show
- David Duchovny - X-Files - Il film (The X Files)

#### Miglior attrice
- Drew Barrymore - La leggenda di un amore - Cinderella (Ever After)
- Jennifer Tilly - La sposa di Chucky (Bride of Chucky)
- Meg Ryan - La città degli angeli (City of Angels)
- Jamie Lee Curtis - Halloween 20 anni dopo (Halloween H20: 20 Years Later)
- Catherine Zeta-Jones - La maschera di Zorro (The Mask of Zorro)
- Gillian Anderson - X-Files - Il film (The X Files)

#### Miglior attore non protagonista
- Ian McKellen - L'allievo (Apt Pupil)
- Ben Affleck - Armageddon - Giudizio finale (Armageddon)
- Dennis Franz - La città degli angeli (City of Angels)
- Gary Oldman - Lost in Space
- Billy Bob Thornton - Soldi sporchi (A Simple Plan)
- Ed Harris - The Truman Show

#### Miglior attrice non protagonista
- Joan Allen - Pleasantville
- Anjelica Huston - La leggenda di un amore - Cinderella (Ever After)
- Claire Forlani - Vi presento Joe Black (Meet Joe Black)
- Charlize Theron - Il grande Joe (Mighty Joe Young)
- Anne Heche - Psycho
- Sheryl Lee - Vampires (John Carpenter's Vampires)

#### Miglior attore emergente
- Tobey Maguire - Pleasantville
- Brad Renfro - L'allievo (Apt Pupil)
- Katie Holmes - Generazione perfetta (Disturbing Behaviour)
- Josh Hartnett - The Faculty
- Jack Johnson - Lost in Space - Perduti nello spazio (Lost in Space)
- Alicia Witt - Urban Legend

#### Miglior regia
- Michael Bay - Armageddon - Giudizio finale (Armageddon)[5]
- Rob Bowman - X-Files - Il film (The X Files)
- Roland Emmerich - Godzilla
- Alex Proyas - Dark City
- Bryan Singer - L'allievo (Apt Pupil)
- Peter Weir - The Truman Show

#### Miglior sceneggiatura
- Andrew Niccol - The Truman Show
- Brandon Boyce - L'allievo (Apt Pupil)
- Don Mancini - La sposa di Chucky (Bride of Chucky)
- Alex Proyas - Dark City
- Gary Ross - Pleasantville
- Joseph Stefano - Psycho

#### Miglior costumi
- Jenny Beavan - La leggenda di un amore - Cinderella (Ever After)
- Vin Burnham, Robert Bell e Gilly Hebden - Lost in Space - Perduti nello spazio (Lost in Space)
- Michael Kaplan e Magali Guidasci - Armageddon - Giudizio finale (Armageddon)
- Liz Keogh - Dark City
- Judianna Makovsky - Pleasantville
- Graciela Mazón - La maschera di Zorro (The Mask of Zorro)

#### Miglior trucco
- Robert Kurtzman, Greg Nicotero e Howard Berger - Vampires (John Carpenter's Vampires)
- Greg Cannom e Michael Germain - Blade
- Alec Gillis, Tom Woodruff Jr., Michael Mills e Greg Nelson - X-Files - Il film (The X Files)
- Bob McCarron, Lesley Vanderwalt e Lynn Wheeler - Dark City
- Peter Robb-King - Lost in Space - Perduti nello spazio (Lost in Space)
- Michael Westmore - Star Trek - L'insurrezione (Star Trek: Insurrection)

#### Migliori effetti speciali
- Volker Engel, Patrick Tatopolous, Karen Goulekas e Clay Pinney - Godzilla
- Pat McClung, Richard R. Hoover e John Frazier - Armageddon - Giudizio finale (Armageddon)
- Andrew Mason, Mara Bryan, Peter Doyle e Tom Davies - Dark City
- Angus Bickerton - Lost in Space - Perduti nello spazio (Lost in Space)
- Rick Baker, Hoyt Yeatman, Allen Hall e Jim Mitchell - Il grande Joe (Mighty Joe Young)
- Roger Guyett, Stefen Fangmeier e Neil Corbould - Salvate il soldato Ryan (Saving Private Ryan)

#### Miglior colonna sonora
- John Carpenter - Vampires (John Carpenter's Vampires)
- George S. Clinton - Sex Crimes - Giochi pericolosi (Wild Things)
- George Fenton - La leggenda di un amore - Cinderella (Ever After)
- Thomas Newman - Vi presento Joe Black (Meet Joe Black)
- Trevor Rabin - Armageddon - Giudizio finale (Armageddon)
- Hans Zimmer - Il principe d'Egitto (The Prince of Egypt)

### Televisione

#### Miglior serie televisiva trasmessa da una rete
- X-Files (The X-Files)
- Buffy l'ammazzavampiri (Buffy the Vampire Slayer)
- Profiler - Intuizioni mortali (Profiler)
- I Simpson (The Simpsons)
- Star Trek: Voyager
- Seven Days
- Streghe (Charmed)

#### Miglior serie televisiva trasmessa via cavo
- Babylon 5
- Oltre i limiti (The Outer Limits)
- I viaggiatori (Sliders)
- Star Trek: Deep Space Nine
- Stargate SG-1
- Psi Factor (Psi Factor: Chronicles of the Paranormal)

#### Miglior attore in una serie televisiva
- Richard Dean Anderson - Stargate SG-1
- Nicholas Brendon - Buffy l'ammazzavampiri (Buffy the Vampire Slayer)
- Bruce Boxleitner - Babylon 5
- David Duchovny - X-Files (The X-Files)
- Lance Henriksen - Millennium
- Jonathan LaPaglia - Seven Days

#### Miglior attrice in una serie televisiva
- Sarah Michelle Gellar - Buffy l'ammazzavampiri (Buffy the Vampire Slayer)
- Gillian Anderson - X-Files (The X-Files)
- Claudia Christian - Babylon 5
- Shannen Doherty - Streghe (Charmed)
- Kate Mulgrew - Star Trek: Voyager
- Jeri Ryan - Star Trek: Voyager

### Home media

#### Miglior edizione DVD/Blu-ray
- Dal tramonto all'alba 2 - Texas, sangue e denaro (From Dusk till Dawn 2: Texas Blood Money)
- Cube - Il cubo (Cube)
- Gattaca - La porta dell'universo (Gattaca)
- The Legionary - Fuga all'inferno (Legionnaire)
- The Night Flier
- The Ugly

## Premi speciali
- Life Career Award:
  - Nathan H. Juran
  - James Coburn
- George Pal Memorial Award: Ray Bradbury
- President's Award: William Friedkin
- Service Award: David Shepard